# Leave Before the Lights Come On
Singles de Arctic Monkeys
When the Sun Goes Down
(2006) Brianstorm
(2007)
Leave Before the Lights Come On est une chanson du groupe de rock indépendant Arctic Monkeys et sortie le 14 août 2006. Ce single n'est inclus dans aucun album. Sortie sur le label Domino, c'est le troisième single du groupe. C'est aussi le dernier enregistrement dévoilé avant que ne commence la promotion de leur second album Favourite Worst Nightmare, durant l'été 2007.
La sortie du single a été confirmée sur le site officiel du groupe le 6 juillet 2006, mais aussi que le single sortirait en CD avec trois titres en vinyle avec deux titres. Le site du groupe n'a pas révélé d'autres informations, mais le site internet NME annonça peu après que les deux face B de la version CD serait des reprises, "l'une des reprises sera leur version d'une vieille chanson et l'autre une reprise d'un de leurs groupes préférés" (one of which will be their version of an old song and the other a cover of a track by one of their favourite groups). En juillet 2006, Gonzo confirme que l'une des deux reprises sera "Put Your Dukes Up, John" de The Little Flames. Le 17 juillet, un site de fan lance la rumeur du titre de la deuxième reprise qui serait "Baby, I'm Yours" de Barbara Lewis. Peu après, le site du groupe confirme cette rumeur et ajoute qu'il sera l'occasion d'une collaboration avec le groupe The 747s.
Le single entre sur les charts britanniques à la quatrième place, le premier single du groupe qui n'atteint pas la première place du classement. C'est cependant leur premier single à entrer dans les charts canadiens, il se positionne directement à la deuxième place, derrière la chanson "Meant to Fly" d'Eva Avila à seulement 15 exemplaires de différences. Il descend à la troisième place la deuxième semaine et reste 7 semaines dans les classements canadiens.

## Liste des pistes
| 1. | Leave Before the Lights Come On                       | 3:52 |
| 2. | Put Your Dukes Up John (reprise de The Little Flames) | 3:03 |
| 3. | Baby I'm Yours (reprise de Barbara Lewis)             | 2:32 |

| 1. | Leave Before the Lights Come On           | 3:52 |
| 2. | Baby I'm Yours (reprise de Barbara Lewis) | 2:32 |

## Personnel
Arctic Monkeys
- Alex Turner – Chant, choriste, guitare solo et rythmique
- Jamie Cook – guitare solo et rythmique, choriste
- Nick O'Malley – Basse, choriste
- Matt Helders – Batterie, choriste

Autres musiciens sur "Baby I'm Yours"
- Oisin Leech - Chant, choriste, guitare classique
- The 747s - Backing band
- Ned Crowther - Choriste
- The Heritage Orchestra - Cordes
- Massimo Signorelli - Percussion, finger snaps, hand claps, tammorra

## Historique des sorties
| Pays             | Date            |
| ---------------- | --------------- |
| Royaume-Uni      | 14 août 2006    |
| Australie        | 21 octobre 2006 |
| Nouvelle-Zélande | 21 octobre 2006 |
| États-Unis       | 24 octobre 2006 |

## Classements
| Classement (2006) | Meilleure position |
| ----------------- | ------------------ |
| Royaume-Uni       | 4                  |
| Canada            | 2                  |
| Danemark          | 11                 |
| Irlande           | 16                 |
| Italie            | 44                 |